# 乌江镇 (吉水县)
乌江镇，是中华人民共和国江西省吉安市吉水县下辖的一个乡镇级行政单位。

## 行政区划
乌江镇下辖以下地区：
乌江社区、冻江村、前江村、段上村、余江村、凫冲少数民族村、沙井村、新田村、栋头村、来村、大巷村、枫坪村和大勇村。